# Орвику, Карл Карлович
Карл Карлович Орвику (эст. Karl Orviku, 17 августа 1903 года, Кохтла, Ида-Вирумаа — 7 марта 1981 года, Таллин) — эстонский советский учёный в области геологии, доктор геолого-минералогических наук. Академик АН Эстонской ССР (с 1954 года; член-корреспондент с 1946, первый состав).

## Биография
В 1922 году окончил гимназию в Раквере.
Окончил Тартуский университет (1930). Преподавал там же, в 1926—1930 — ассистент геологического кабинета, 1931—1939 старший помощник, инструктор-ассистент 1939, с 1944 года профессор, заведующий кафедрой геологии. С 1947 года сотрудничал в Институте геологии АН Эстонской ССР, в 1954 году возглавил Институт.
С 1946 по 1952 год председатель Эстонского общества естествоиспытателей, почётный член с 1963 года.
Жил в Таллине, Бульвар Ленина, «Дом академиков» (мемориальная доска).
Похоронен на Лесном кладбище в Таллине.
Вошёл в составленный в 1999 году по результатам письменного и онлайн-голосования список 100 великих деятелей Эстонии XX века.

## Научные интересы
Изучал геологическое строение территории Эстонии, стратиграфию и литологию нижнего и среднего ордовика, среднего девона, а также четвертичных отложений.